# IC 1698
IC 1698 ist eine linsenförmige Galaxie vom Hubble-Typ S0 im Sternbild Fische auf der Ekliptik. Sie ist schätzungsweise 295 Millionen Lichtjahre von der Milchstraße entfernt.
Das Objekt wurde am 18. Januar 1896 von Stéphane Javelle entdeckt.